# Aganocrossus apicenotatus
Aganocrossus apicenotatus är en skalbaggsart som beskrevs av Müller 1941. Aganocrossus apicenotatus ingår i släktet Aganocrossus och familjen Aphodiidae. Inga underarter finns listade i Catalogue of Life.